# Pistolet Pardini SP
Pardini SP – włoski wyczynowy pistolet sportowy do strzelań dokładnych na dystansie 25 metrów w konkurencjach ISSF, strzelający amunicją bocznego zapłonu .22 LR. Od 2004 do produkcji trafiła unowocześniona wersja Pardini SP NEW. Broń często spotykana na międzynarodowych zawodach oraz olimpiadach mająca w dorobku wiele medali. W Polsce na obiektach sportowych oraz w rękach prywatnych ze względu na wysoką cenę stosunkowo rzadka. Włoska firma Pardini Armi produkuje również bliźniaczy model Pardini HP na amunicję centralnego zapłonu .32 S&W Long.